# Náttmálahnjúkur (bergstopp i Island)
Náttmálahnjúkur är en bergstopp i republiken Island.   Den ligger i regionen Austurland, i den östra delen av landet, 400 km öster om huvudstaden Reykjavík. Toppen på Náttmálahnjúkur är 507 meter över havet.
Terrängen runt Náttmálahnjúkur är kuperad.  Närmaste större samhälle är Neskaupstaður, 12,1 km norr om Náttmálahnjúkur. 